# Thermocellio congolensis
Thermocellio congolensis is een pissebed uit de familie Porcellionidae. De wetenschappelijke naam van de soort is voor het eerst geldig gepubliceerd in 1950 door Alceste Arcangeli.